# 이홍섭
이홍섭(1965년~ )은 대한민국의 시인이자 문학평론가이다.

## 약력
강릉시에서 태어나, 강릉대학교 국어국문학과를 졸업했고, 2001년에 경희대학교 국문과 대학원에서 〈박인환 시 연구〉로 석사 학위를 받았으며, 동국대학교 국문과 대학원 박사 과정을 수료했다.
1990년 《현대시세계》 공모에 당선되어 시인으로, 2000년 《문화일보》 신춘문예에 당선되어 문학평론가로 각각 등단했다.
1998년 <시와시학 젊은시인상>을, 2012년 <유심작품상>을 수상했다.
2010년 1월부터 매달 마지막 주 토요일에 강릉 옛 명주군청사 ‘행복한 모루’ 하슬라 강당에서 열리는 “강릉 출신 작가와 함께하는 독서 이야기”의 진행과 대담을 맡아 진행하고 있다.

## 저서

### 시집
- 《강릉, 프라하, 함흥》(문학동네, 1998) ISBN 89-8281-099-4
- 《숨결》(현대문학북스, 2002) ISBN 89-89549-56-6
- 《가도가도 서쪽인 당신》(세계사, 2005) ISBN 89-338-1138-9
- 《터미널》(문학동네, 2011) ISBN 978-89-546-1530-3

#### 시
- 〈코끼리 뼈가 되어〉[깨진 링크(과거 내용 찾기)] : 잡지 《유심》 홈페이지에 실려 있다.

### 산문집
- 《곱게 싼 인연》(도서출판 해토, 2003) : 이홍섭이 무산 오현 스님을 시봉하며 겪은 일화와 깨달음을 직접 찍은 사진을 곁들여 담아냈다.[7]